# Africa Rising Cycling Center

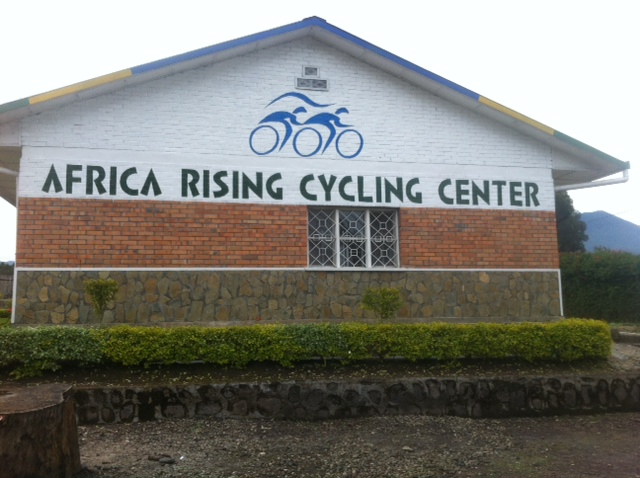
Africa Rising Cycling Center à Musanze, au Rwanda

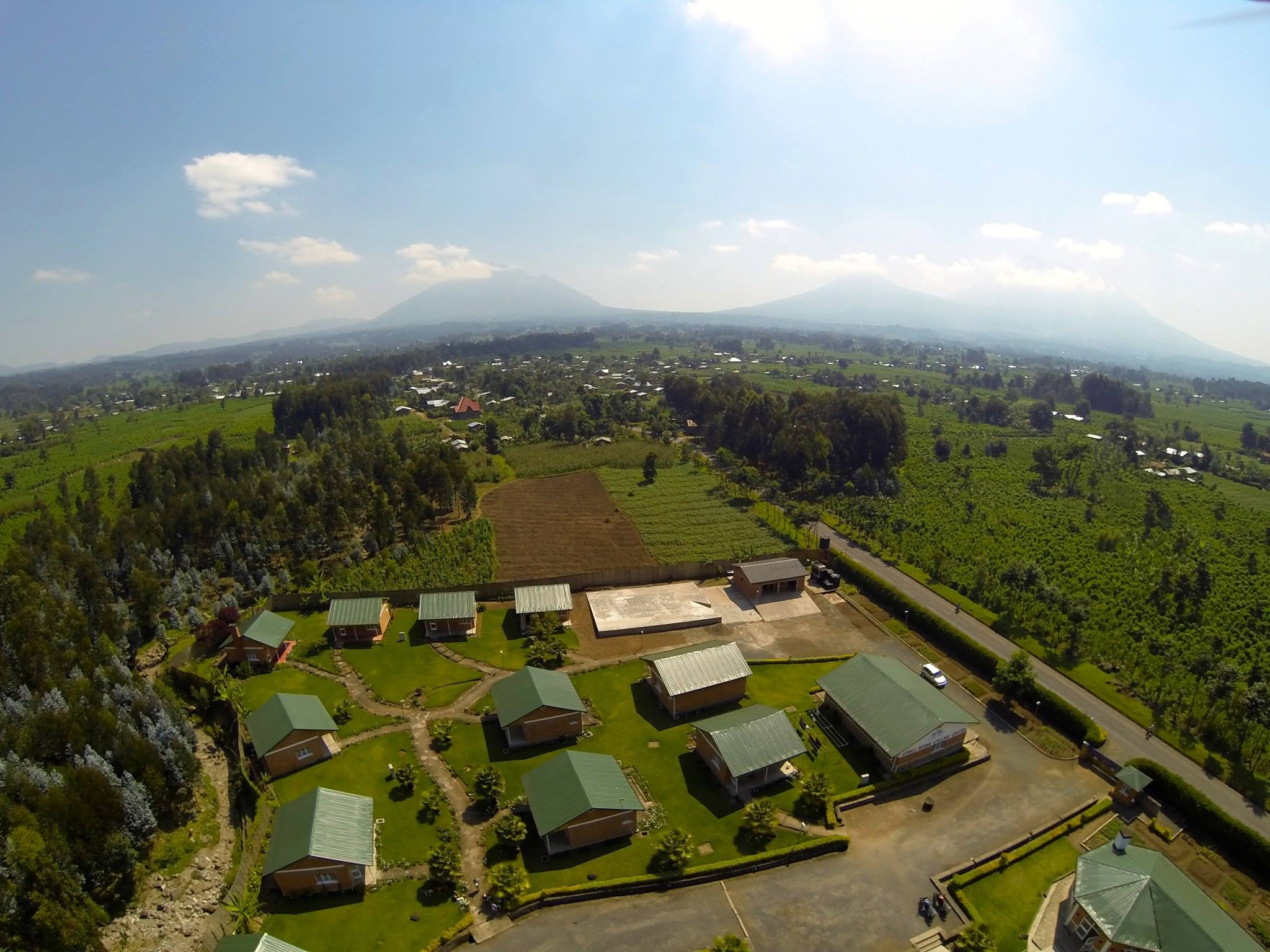
L'ARCC vue du ciel

L'Africa Rising Cycling Center (ARCC) est un centre de formation de cyclisme, basé au Rwanda. Il est inauguré le 15 juin 2014.
Le projet est créé en coopération avec le Team Rwanda Cycling, la Fédération rwandaise de cyclisme (FERWACY) et le Ministère des Sports et de la Culture du Rwanda. Il est soutenu par l'Union Cycliste Internationale (UCI). L'initiateur du centre est Jonathan Boyer, ancien cycliste professionnel américain et manager du Team Rwanda Cycling et l'entraîneur national de la sélection rwandaise.
Le centre est situé dans un quartier du nord du Rwanda, Musanze, à une altitude de 2000 mètres. Il se compose de 16 bâtiments, un département de service, un parcours de BMX, un centre de formation, un jardin biologique et d'autres installations. Il est destiné à servir non seulement à l'éducation et la formation des cyclistes africains, mais aussi des équipes d'autres pays, qui peut y mener un entraînement spécifique en altitude. En outre, des cours pour les entraîneurs africains, les commissaires et les mécaniciens sont proposés.
Certaines parties de la formation incluent du yoga, des cours d'anglais et de « vie en société ». Certains des athlètes africains talentueux sont allés à l'école quelques années et sont analphabètes. Jonathan Boyer résume : « Un athlète venant de l'Érythrée qui se rend en Europe dispose déjà de six à dix choses contre lui. Il a besoin d'un visa, n'a pas de carte de crédit, et il ne peut pas appeler chez lui pour demander de l'argent ou de l'aide parce que c'est lui qui doit soutenir sa famille ».
Pour lui, l'une des missions de l'ARCC est de soutenir ces athlètes.
L'ARCC est également la formation de base pour le Team Africa Rising, qui a été créée à partir de la fusion des équipes nationales du Rwanda, d'Éthiopie et d'Érythrée. L'objectif de cette équipe est de devenir la première équipe avec des athlètes d'Afrique noire à participer au Tour de France.
Le plan est une collaboration avec l'industrie du tourisme : l'ARCC est basé près du parc national des volcans, et les touristes qui veulent le visiter, passent le centre de cyclisme. Les touristes peuvent dans le centre, qui dispose également d'un café, se balader et louer des vélos.